# Cavalese
Cavalese é uma comuna italiana da região do Trentino-Alto Ádige, província de Trento, com cerca de 3.665 habitantes. Estende-se por uma área de 45 km², tendo uma densidade populacional de 81 hab/km². Faz divisa com Varena, Tesero, Daiano, Carano, Castello-Molina di Fiemme e Pieve Tesino.